# 새디 톰슨
새디 톰슨(Sadie Thompson)은 미국에서 제작된 라울 월쉬 감독의 1928년 영화이다. 라이오넬 베리모어 등이 주연으로 출연하였고 라울 월쉬 등이 제작에 참여하였다.

## 출연

### 주연
- 라이오넬 베리모어
- 블랜체 프리데리시

### 조연
- 찰스 레인
- 제임스 A. 마커스
- 윌 스탠턴
- 라울 월쉬
- 글로리아 스완슨

## 제작진
- 원작자: 존 콜튼
- 원작자: 클리멘스 랜돌프
- 미술: 윌리엄 카메론 멘지스